# Miha Pirih
Miha Pirih (* 10. März 1978 in Jesenice) ist ein ehemaliger slowenischer Ruderer, der eine Bronzemedaille bei den Weltmeisterschaften 2009 gewann.

## Sportliche Karriere
Miha Pirih war zusammen mit Gregor Sračnjek Dritter im Zweier ohne Steuermann bei den Junioren-Weltmeisterschaften 1996. Im Jahr darauf gewannen die beiden die Bronzemedaille bei den U23-Weltmeisterschaften, 1998 erkämpften sie die Silbermedaille. 1999 belegten die beiden den zehnten Platz bei den Weltmeisterschaften in St. Catharines. Bei den Olympischen  Spielen 2000 in Sydney ruderten Sračnjek und Pirih auf den elften Platz. 2001 folgte der 15. Platz bei den Weltmeisterschaften in Luzern. Bei den Weltmeisterschaften 2002 in Sevilla erreichte der slowenische Vierer mit Steuermann den fünften Platz, wobei mit Miha Pirih, Tomaž Pirih und Steuermann Žiga Pirih drei Brüder im Boot saßen.
2003 wechselten Miha und Tomaž Pirih in den Vierer ohne Steuermann. Zusammen mit Gregor Sračnjek und Rok Kolander belegten sie den sechsten Platz bei den Weltmeisterschaften in Mailand. Bei den Olympischen Spielen 2004 in Athen traten Tomaž Pirih, Janez Klemenčič, Gregor Sračnjek und Mihi Pirih im slowenischen Vierer an und belegten den neunten Platz. Bei den Weltmeisterschaften 2005 in Gifu belegte Pirih mit dem Vierer ohne Steuermann den 13. Platz. 2006 erreichte der slowenische Vierer mit Kolander, den Pirih-Brüdern und Matej Prelog wieder das A-Finale bei den Weltmeisterschaften in Eton und belegte den fünften Platz. Ebenfalls Fünfte wurden die Slowenen bei den Weltmeisterschaften 2007 in München in der Aufstellung Tomaž Pirih, Rok Rozman, Rok Kolander und Miha Pirih. In der gleichen Aufstellung erreichten die vier Slowenen ein Jahr später den vierten Platz bei den Olympischen Spielen 2008 in Peking.
2009 gewannen die vier Slowenen bei den Weltmeisterschaften in Posen die Bronzemedaille hinter den Briten und den Australiern. 2010 verpasste der slowenische Vierer in allen Weltcupregatten das A-Finale, bei den Weltmeisterschaften in Neuseeland war Miha Pirih schon nicht mehr dabei.
Der 1,88 m große Miha Pirih ruderte für Veslaski Klub Bled.